# تپه دین لاریمی
تپه دین لاریمی مربوط به هزاره اول قبل از میلاد است و در شهرستان جویبار، بخش گیل خوران، روستای دونه چال واقع شده و این اثر در تاریخ ۱ مهر ۱۳۸۲ با شمارهٔ ثبت ۱۰۲۶۵ به‌عنوان یکی از آثار ملی ایران به ثبت رسیده است.